# Platygyria soulieana
Platygyria soulieana là một loài thực vật có mạch trong họ Polypodiaceae. Loài này được (H. Christ) X.C. Zhang & Q.R. Liu mô tả khoa học đầu tiên năm 2003.